# فوسالون
فوسالون (به انگلیسی: Phosalone) با فرمول شیمیایی C۱۲H۱۵ClNO۴PS۲ یک ترکیب شیمیایی با شناسه پاب‌کم ۴۷۹۳ است. که جرم مولی آن ۳۶۷٫۸۱ g/mol g/mol می‌باشد. 